# Mkwawa (Iringa)
Mkwawa ist ein Verwaltungsbezirk (englisch Ward) des Distrikts Iringa (MC) in der tansanischen Region Iringa.

## Geografie
Mkwawa liegt im südlichen Hochland von Tansania, es ist ein Stadtteil im Nordwesten der Regionshauptstadt Iringa. Der Bezirk liegt großteils in einer Höhenlage von 1500 Metern über dem Meer und wird im Norden und im Westen von bis zu 1900 Meter hohen Bergen eingesäumt. Er grenzt im Nordwesten an Kiwere, im Nordosten an Mkimbizi, im Osten an Mtwivila und Gangilonga, im Süden an Ilala, Kwakilosa und Mwangata und im Westen an Isakalilo. Bei der Volkszählung 2022 lebten 15.320 Menschen in 4382 Haushalten auf einer Fläche von 22 Quadratkilometern.

## Bevölkerungswachstum
| Jahr | Einwohner |
| ---- | --------- |
| 1988 | 4691      |
| 2002 | 7996      |
| 2012 | 9673      |
| 2022 | 15.320    |

## Gliederung
Der Bezirk besteht aus 15 Stadtteilen (swahili Mtaa):
- Lukosi
- Imalanongwa A
- Imalanongwa B
- Bwawani A
- Bwawani B
- Wazo A
- Wazo B
- Mkwawa Chuo
- Don Bosco A
- Don Bosco B
- Mgera
- Itamba
- Hoho
- Ikonongo A
- Ikonongo B

## Infrastruktur
- Bildung: Im Bezirk liegen drei weiterführende Schulen.[9] Die Mkwawa Secondary School ist eine staatliche Tagesschule mit einer Ausbildung bis zur 4. Stufe.[10] Privatschulen sind die Kwelu Secondary School[11] und die Spring Valley Girls’ Secondary School.[12] Diese bieten Internatsplätze und ebenfalls eine Ausbildung bis zur 4. Stufe an. Das University College of Education ist eine 2005 gegründete Außenstelle der University of Dar es Salaam.[13]
- Gesundheit: Auf dem Gelände der University College of Education liegt ein staatliches Gesundheitszentrum.[14] Außerdem gibt es im Bezirk eine staatliche Apotheke.[15]